# Évora
Évora (IPA ['ɛvuɾɐ]) ist eine Stadt im Alentejo in Portugal, deren historisches Zentrum 1986 in die Liste des Weltkulturerbes der UNESCO aufgenommen wurde. Sie hat etwa 57.000 Einwohner (Stand 30. Juni 2011) und ist Hauptstadt des gleichnamigen Distrikts. Außerdem ist sie Sitz des Erzbistums Évora und einer staatlichen Universität.

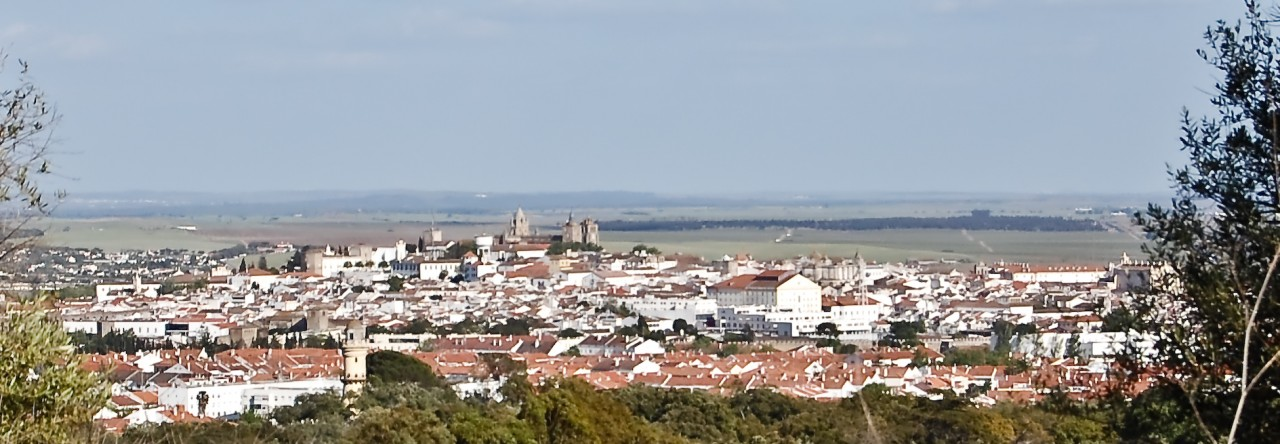
Panorama von Évora

## Geschichte

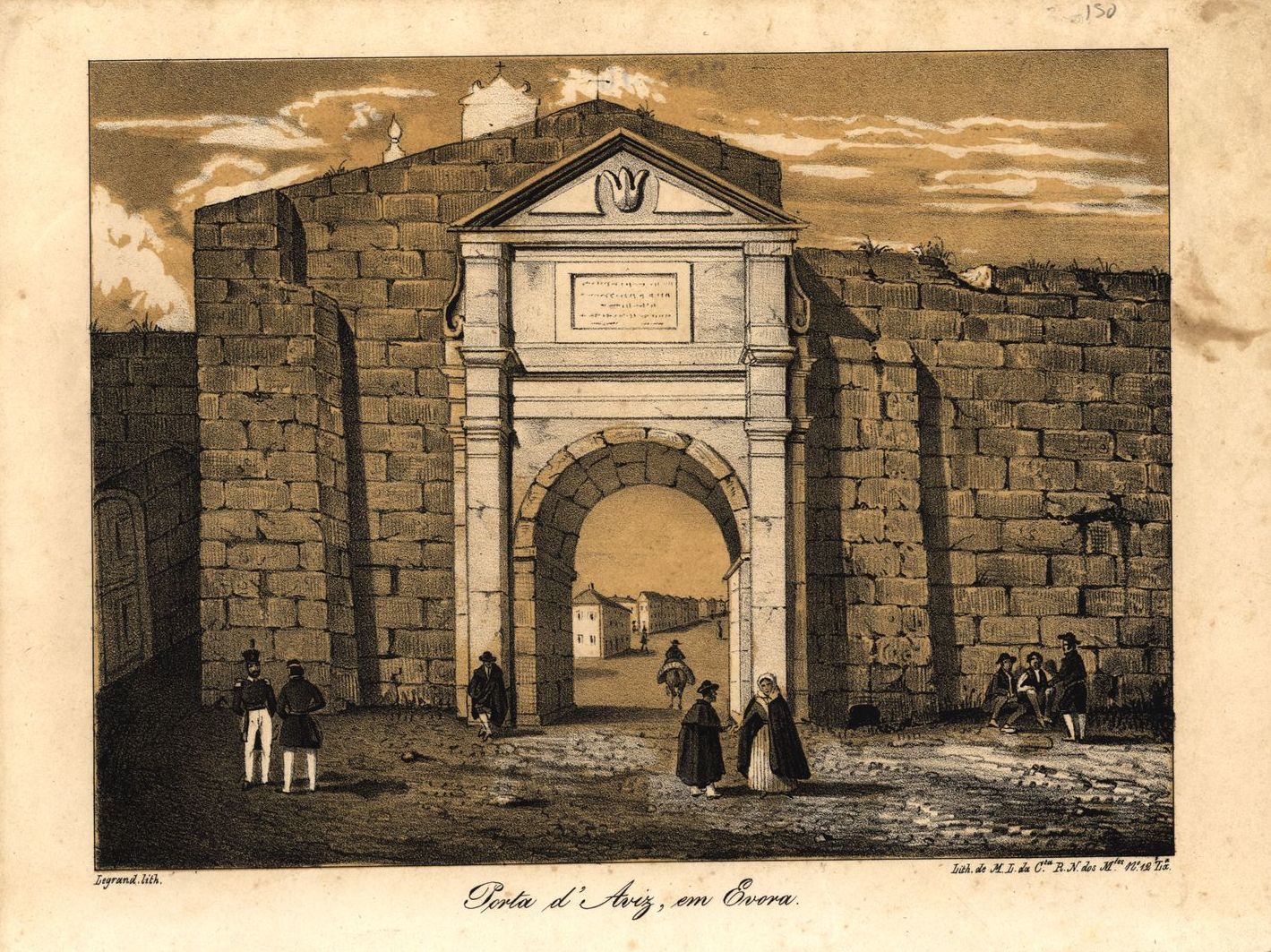
Das Stadttor Porta de Aviz, 1839

Von der vorzeitlichen Besiedlung des Gebietes zeugen die Megalithen im Distrikt Évora. Nahe der Stadt befinden sich zahlreiche Relikte der Vorzeit. Am kleinen Fluss Ribeira liegt die größte Megalithanlage Portugals, die „Anta Grande do Zambujeiro“. Die Gründung der römischen Stadt Ebora Liberalitas Julia geht auf die Kaiserzeit zurück, der gut erhaltene Diana-Tempel mit seinen monumentalen Säulen zeugt noch heute vom römischen Erbe.
Im Jahre 715 wurde Évora (arabisch: Yabura) von den Mauren erobert und mit Burg und Moschee ausgebaut.
Im September 1165 eroberte Geraldo sem Pavor (= „Gerald ohne Furcht“) durch eine List Évora für König Afonso Henriques. Mit Unterstützung des Ritterordens von Avis wurden die Mauren endgültig vertrieben. Dafür machte der Ritterorden Évora 1166 zu seinem anfänglichen Sitz, nannte sich anfangs auch Ritterorden Évora und umgab die Stadt mit einer Mauer, die bis heute weitgehend erhalten geblieben ist.
Seit dem 12. Jahrhundert ließen sich die portugiesischen Könige in Évora wählen. Ihr Hof in Évora wurde durch die Humanisten Garcia und André Resende, den Chronisten Duarte Galvão, den Theaterdichter Gil Vicente, den Bildhauer Nicolas Chanterene im 15. und 16. Jahrhundert zu einem Zentrum des portugiesischen Humanismus.
1559 gründete der Kardinal und spätere König Dom Henrique die Jesuiten-Universität. Évora verlor nach der Annexion Portugals durch Spanien 1580 bis 1637 erheblich an Bedeutung. Mit der Schließung der Universität 1759 durch den Marquês de Pombal verlor Évora endgültig seinen einstigen Rang. 1973 wurde die Universität Évora neu gegründet.

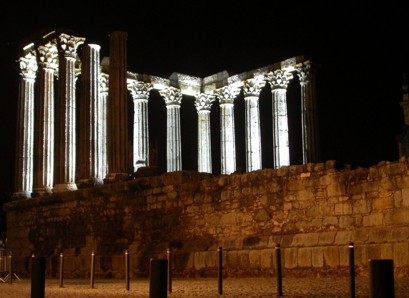
Der Diana-Tempel in Evora (Nachtaufnahme)

## Sehenswürdigkeiten und Kultur
Aus römischer Zeit stammen der Diana-Tempel, die Burg sowie der Aquädukt „Aqueduto de Água de Prata“. Weitere Sehenswürdigkeiten sind die im Zentrum stehende Kathedrale von Évora, der ehemalige Königssitz Paço dos Condes de Basto und die seit dem 15. Jahrhundert existierende, aber erst 1979 wiedereröffnete Universität.
In einigen Straßen der Altstadt – zum Beispiel in der Travessa das Nunes, der Rua do Cano oder der Rua do Salvador – ist zu sehen, wie der Aquädukt im Laufe der Zeit zu Wohnzwecken umgestaltet wurde. In der engen Gasse Travessa Alcárcova de Cima sind ein gut erhaltenes Stück römischer Mauern sowie im Untergeschoss eines Wohnhauses römische Fundamente beachtenswert.
Der im  Stadtzentrum gelegene Praça do Giraldo genannte Platz mit dem Marmorbrunnen und den Arkaden gehören ebenso zu den Sehenswürdigkeiten wie das Beinhaus Capela dos Ossos (Kapelle der Knochen), ein Kirchengebäude, an dessen Wänden menschliche Gebeine gestapelt sind.
Am Stadtrand, etwa einen Kilometer nordwestlich der Altstadt Évoras, befindet sich die Cartuxa Santa María de Scala Coeli, eine ehemalige Klosteranlage des Kartäuserordens. Die Kartause wurde bis 2011 von den Mönchen bewohnt und wird heute unter der Bezeichnung Convento da Cartuxa als Kultur- und Veranstaltungszentrum genutzt. Das Gelände ist der Öffentlichkeit zugänglich.
Jedes Jahr im Herbst findet hier das internationale Kurzfilmfestival FIKE - Festival Internacional de Curtas-Metragens de Évora statt. Hauptspielort ist das ab 1881 errichtete, denkmalgeschützte Teatro Garcia de Resende.

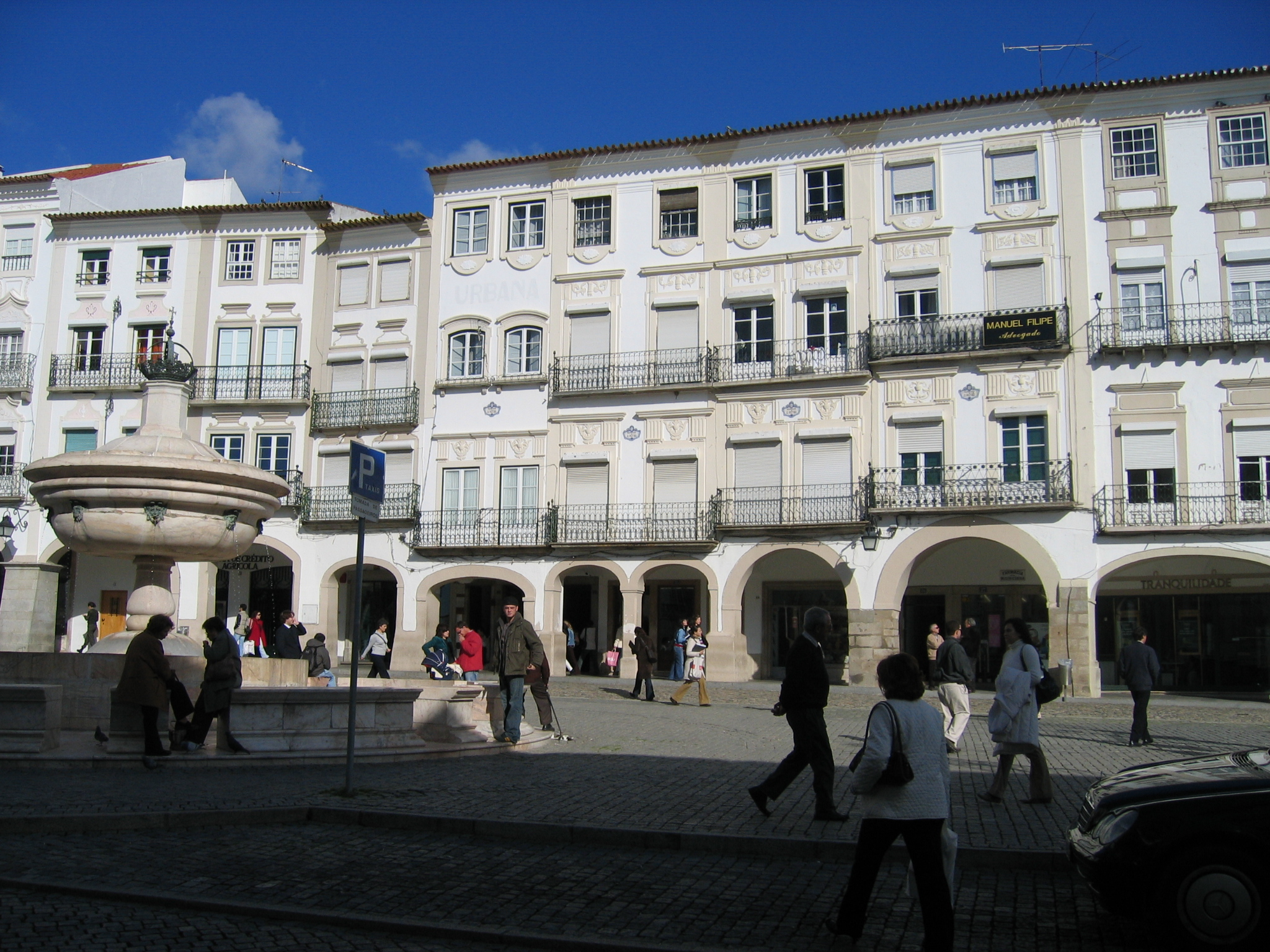
Historische Innenstadt von Évora
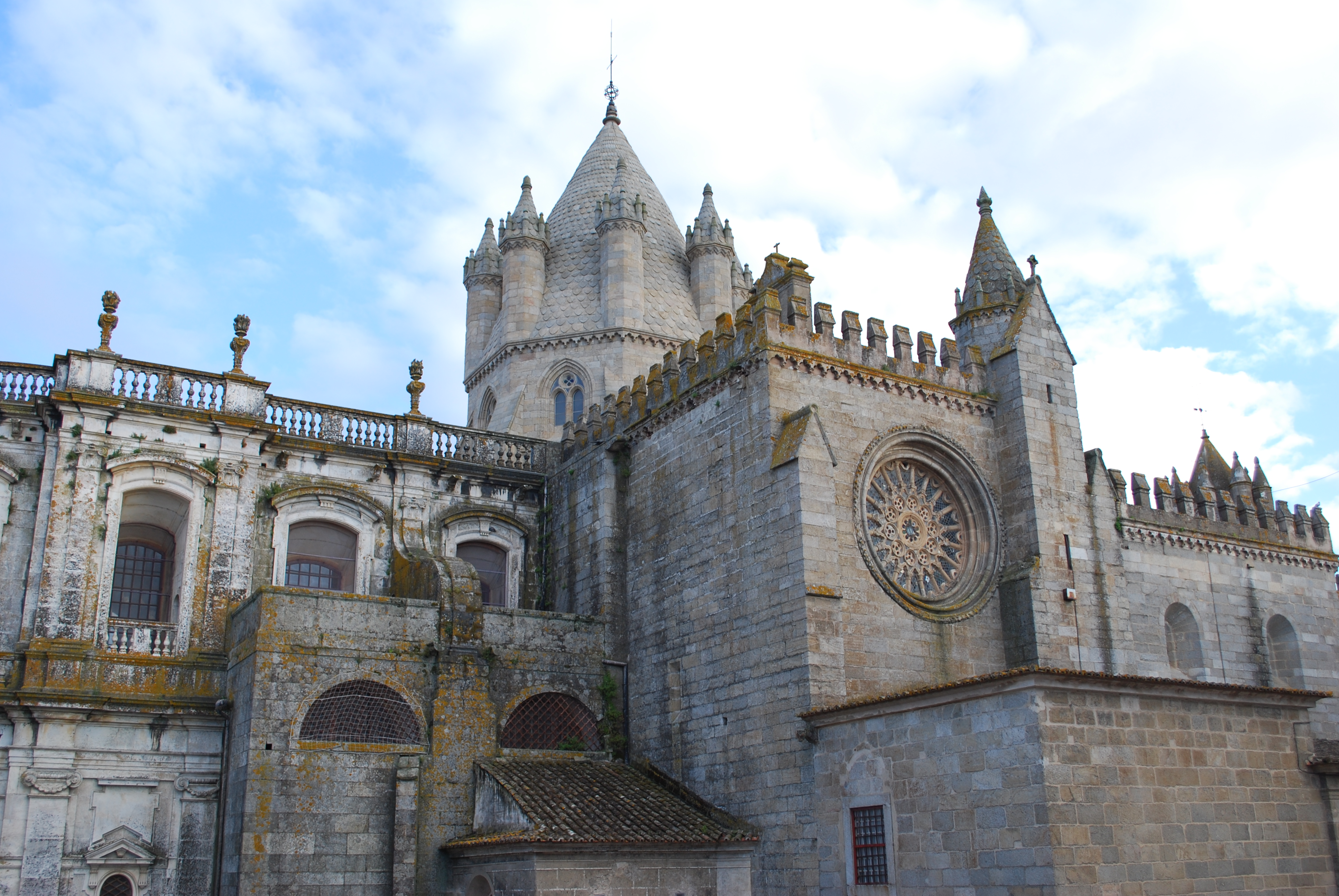
Sé – Kathedrale von Évora
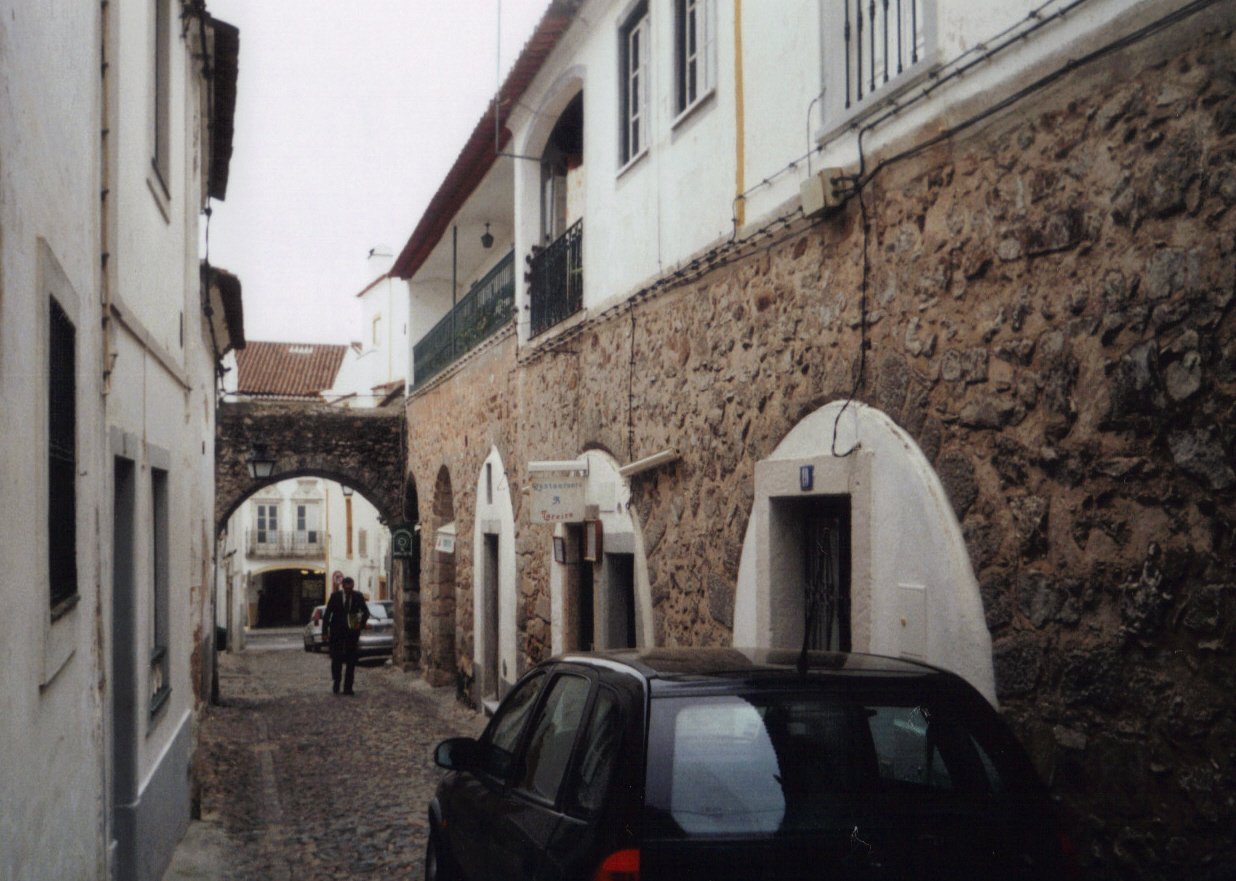
Römischer Aquädukt in der Travessa das Nunes
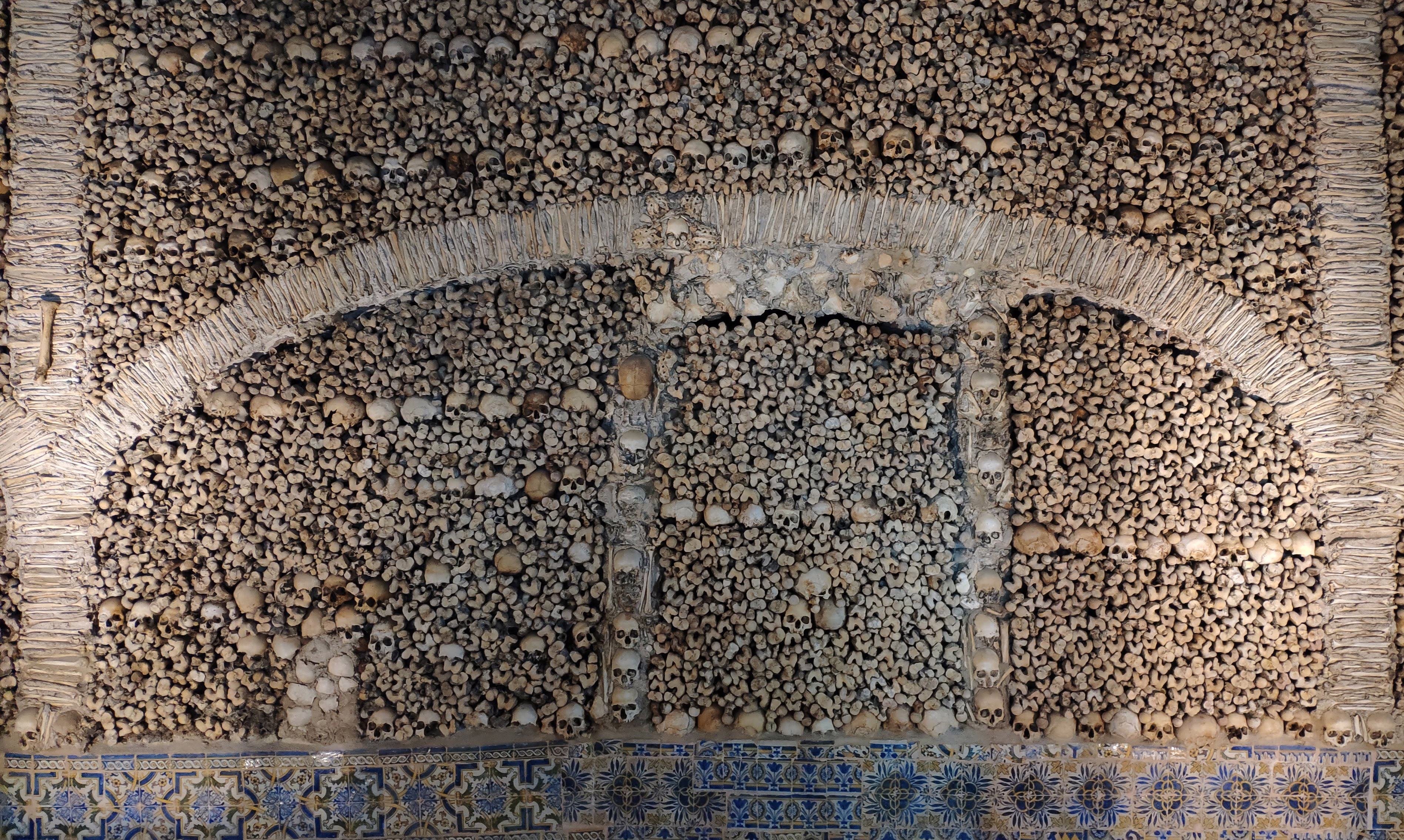
Capela dos Ossos in Évora
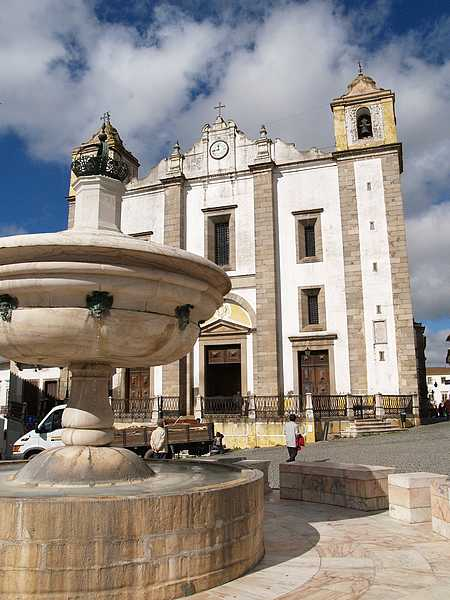
Am zentralen Giraldo-Platz
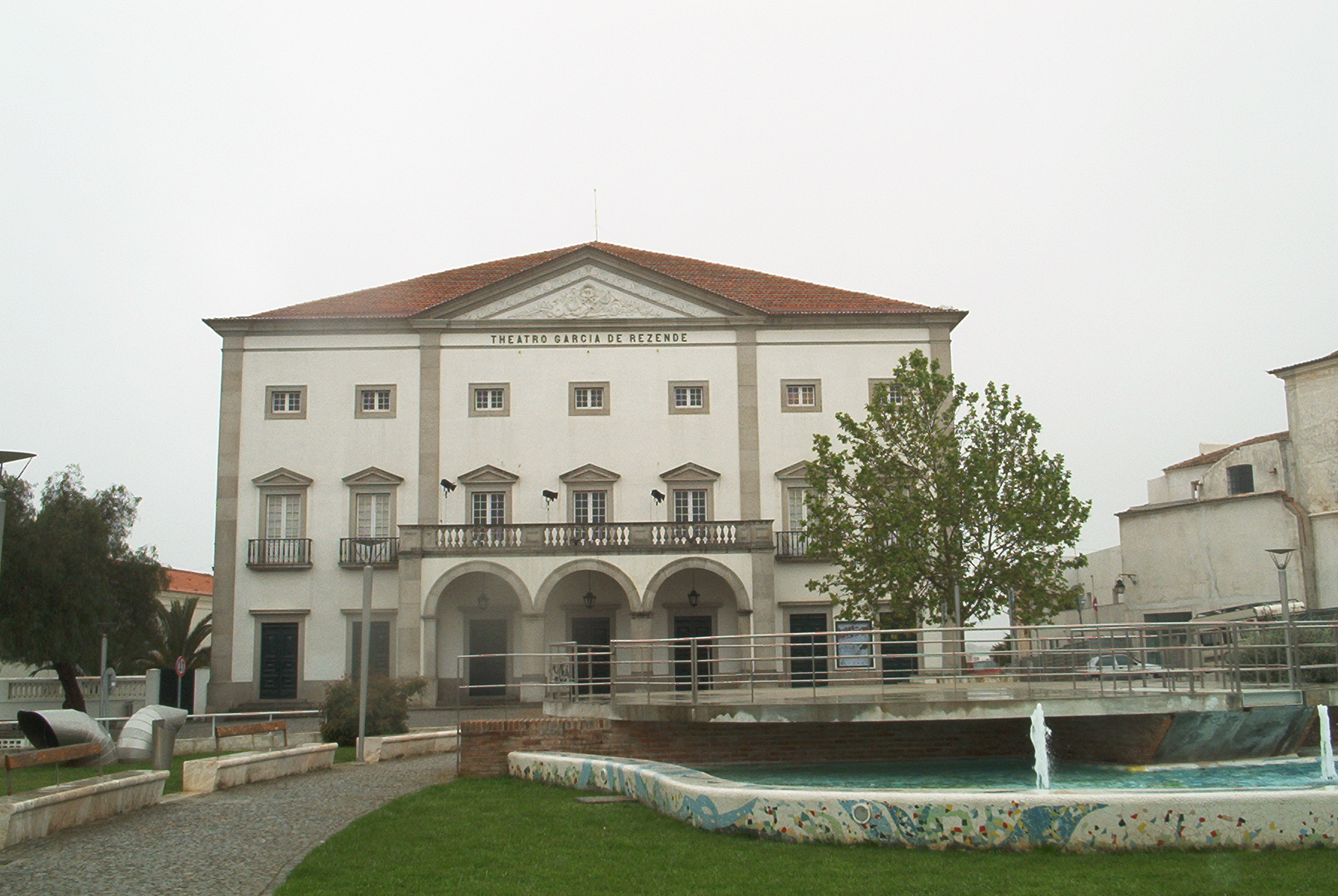
Das Teatro Garcia de Resende

## Verwaltung

### Kreis Évora
Évora ist Hauptstadt des Distrikt Évora und Sitz eines gleichnamigen Kreises (Concelho). Die Nachbarkreise sind (im Norden beginnend im Uhrzeigersinn) Arraiolos, Estremoz, Redondo, Reguengos de Monsaraz, Portel, Viana do Alentejo sowie Montemor-o-Novo.
Der Kreis Évora unterteilt sich in die folgenden Gemeinden (Freguesias):

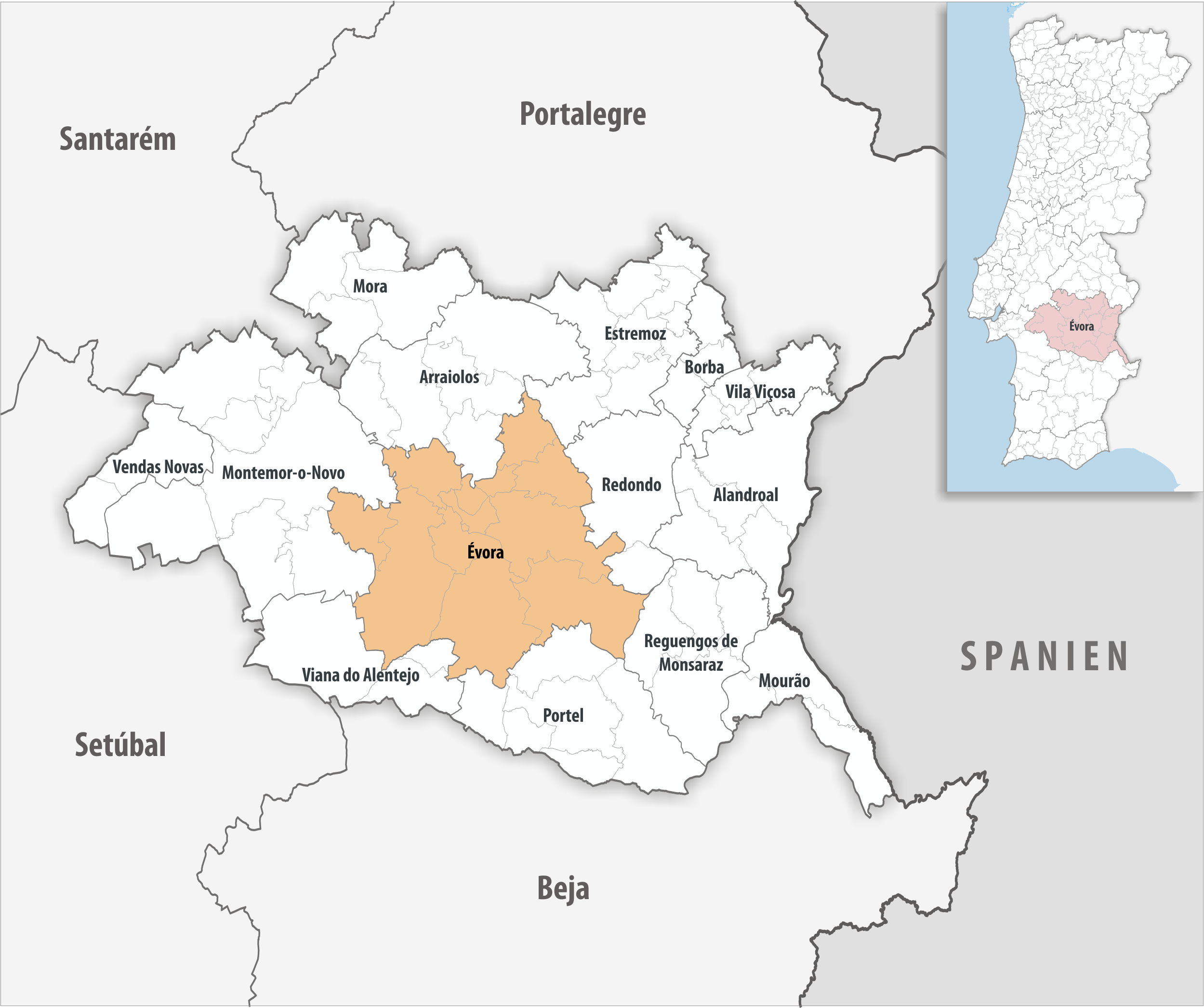
Kreis Évora

| Gemeinde                                              | Einwohner (2021) | Fläche km² | Dichte Einw./km² | LAU- Code |
| ----------------------------------------------------- | ---------------- | ---------- | ---------------- | --------- |
| Bacelo e Senhora da Saúde                             | 17.777           | 46,50      | 382              | 070522    |
| Canaviais                                             | 3.314            | 19,41      | 171              | 070515    |
| Évora (São Mamede, Sé, São Pedro e Santo Antão)       | 4.315            | 1,13       | 3.814            | 070523    |
| Malagueira e Horta das Figueiras                      | 21.547           | 64,43      | 334              | 070524    |
| Nossa Senhora da Graça do Divor                       | 465              | 84,14      | 6                | 070502    |
| Nossa Senhora da Tourega e Nossa Senhora de Guadalupe | 995              | 263,34     | 4                | 070525    |
| Nossa Senhora de Machede                              | 939              | 185,19     | 5                | 070503    |
| São Bento do Mato                                     | 991              | 66,55      | 15               | 070506    |
| São Manços e São Vicente do Pigeiro                   | 1.080            | 193,23     | 6                | 070526    |
| São Miguel de Machede                                 | 688              | 81,52      | 8                | 070509    |
| São Sebastião da Giesteira e Nossa Senhora da Boa Fé  | 927              | 75,38      | 12               | 070527    |
| Torre de Coelheiros                                   | 539              | 226,24     | 2                | 070513    |
| Kreis Évora                                           | 53.577           | 1.307,06   | 41               | 0705      |

### Bevölkerungsentwicklung
| Einwohnerzahl im Kreis Évora (1801–2011) | Einwohnerzahl im Kreis Évora (1801–2011) | Einwohnerzahl im Kreis Évora (1801–2011) | Einwohnerzahl im Kreis Évora (1801–2011) | Einwohnerzahl im Kreis Évora (1801–2011) | Einwohnerzahl im Kreis Évora (1801–2011) | Einwohnerzahl im Kreis Évora (1801–2011) | Einwohnerzahl im Kreis Évora (1801–2011) | Einwohnerzahl im Kreis Évora (1801–2011) | Einwohnerzahl im Kreis Évora (1801–2011) |
| ---------------------------------------- | ---------------------------------------- | ---------------------------------------- | ---------------------------------------- | ---------------------------------------- | ---------------------------------------- | ---------------------------------------- | ---------------------------------------- | ---------------------------------------- | ---------------------------------------- |
| Jahr                                     | 1801                                     | 1849                                     | 1900                                     | 1930                                     | 1960                                     | 1981                                     | 1991                                     | 2001                                     | 2011                                     |
| Einwohner                                | 18 620                                   | 16 995                                   | 25 563                                   | 35 903                                   | 50 095                                   | 51 572                                   | 53 754                                   | 56 519                                   | 57 073                                   |

### Kommunaler Feiertag
- 29. Juni

### Städtepartnerschaften
Évora pflegt Städtepartnerschaften mit
- Angra do Heroísmo in Portugal
- Chartres in Frankreich
- Ilha de Moçambique in Mosambik

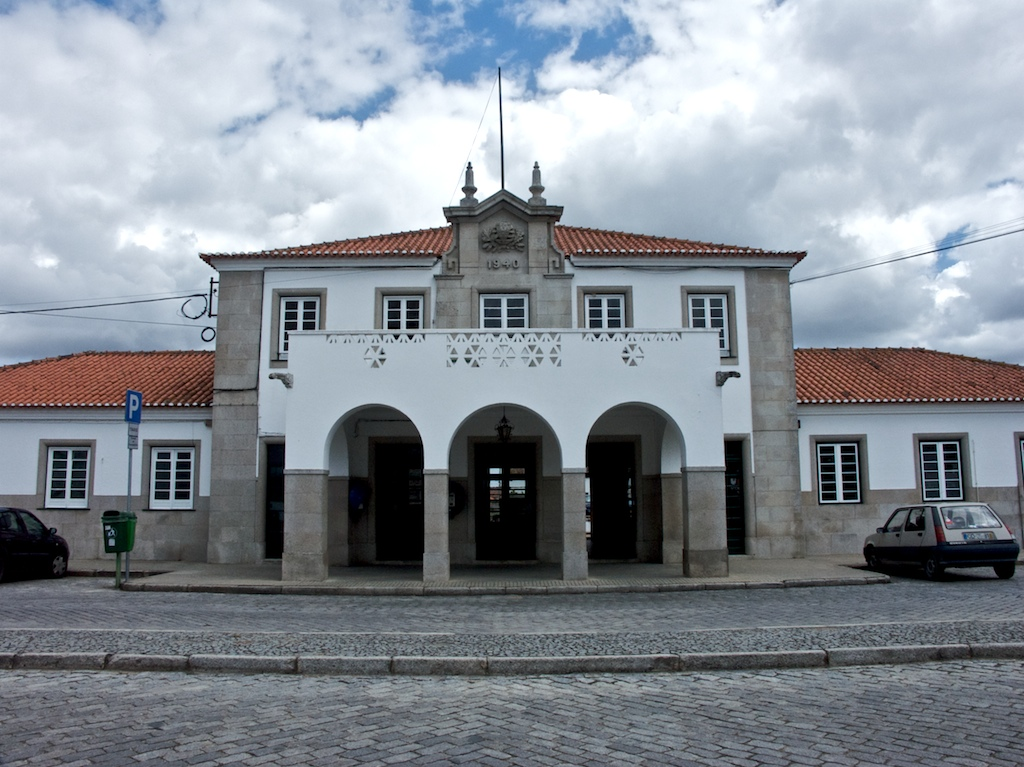
Der Bahnhof von Évora

- Susdal in Russland
- Tønsberg in Norwegen

## Verkehr
Évora ist über die Linha de Évora mit dem Schienennetz des Landes verbunden.
Die Stadt liegt an der Autobahn A6.
Der Flugplatz Évora wird für Privat- und Sportflugzeuge und zu Ausbildungszwecken genutzt.
Évora ist in das landesweite Fernbusnetz der Rede Expressos eingebunden.
Der öffentliche Personennahverkehr im Stadtgebiet wird durch Buslinien der Transportes Rodoviários de Évora (TREVO) bedient.

## Söhne und Töchter der Stadt

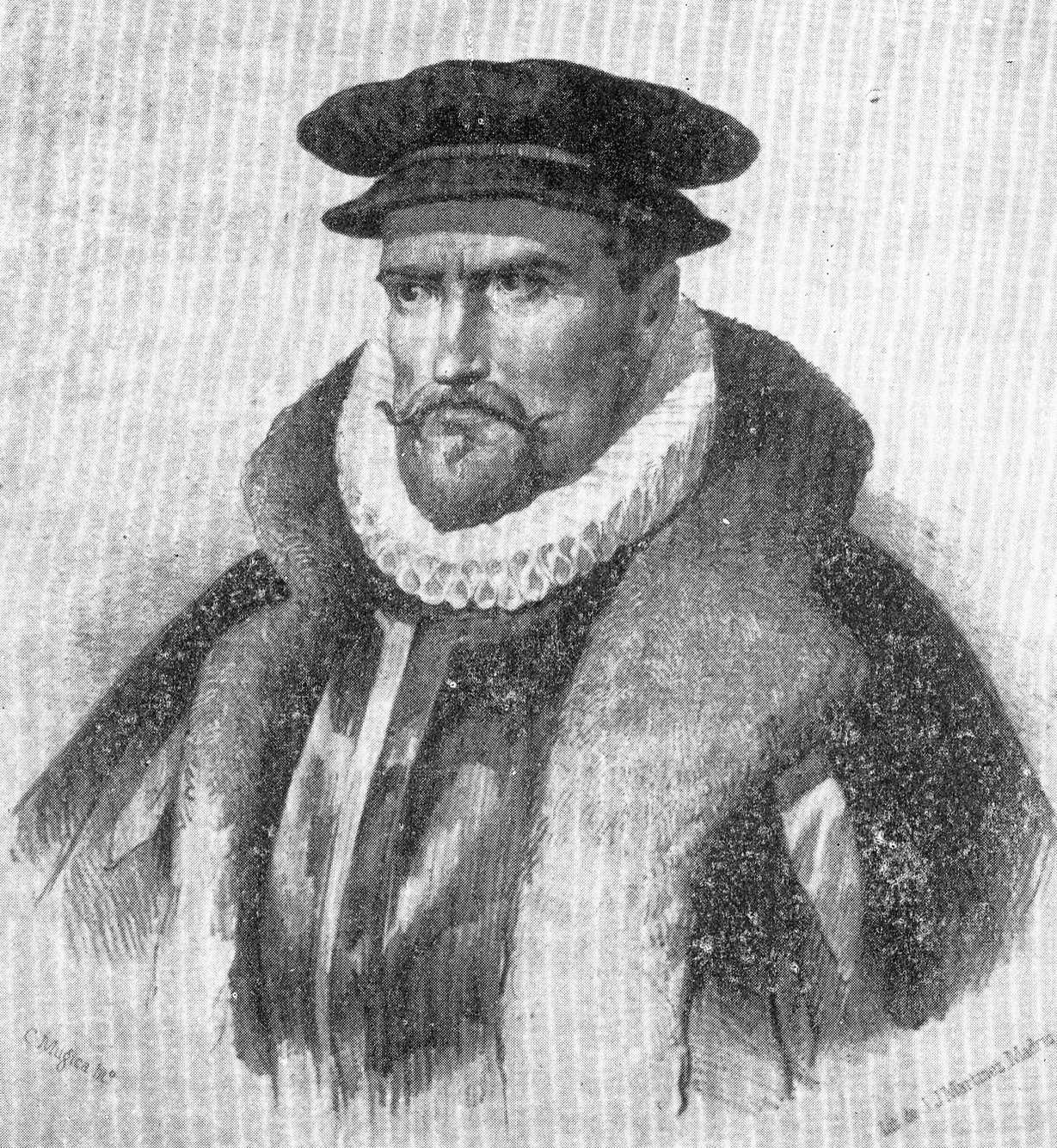
Entdecker Pedro Fernandes de Queirós (portugiesische Schreibweise)

Eine Reihe bekannter Persönlichkeiten ist in Évora geboren, insbesondere im 16. Jahrhundert, darunter der Chronist und Dichter Garcia de Resende († 1536), der Heerführer Cristóvão da Gama (1516–1542, Sohn Vasco da Gamas), Prinz Johann Manuel von Portugal (1537–1554, Vater des schicksalhaften Königs D. Sebastião), der Entdecker Pedro Fernandes de Queirós (1565–1614) oder auch der Komponist Gaspar Fernandes (1566–1629).
Aus jüngerer Zeit sind der Physiker João Magueijo (* 1967), der Fado-Sänger Duarte (* 1980) oder der Handballtorwart Hugo Laurentino (* 1984) zu nennen.